# Bruno Le Maire
Bruno Le Maire (Neuilly-sur-Seine, 15 april 1969) is een Frans ambtenaar en politicus. Sinds 17 mei 2017 is hij minister van Economie en Financiën in de regering-Philippe I en II. Le Maire was tot 2017 lid van Les Républicains (LR), de politieke partij die in 2015 uit de Union pour un mouvement populaire (UMP) werd gevormd, toen hij lid van La République en marche ! (LREM) werd.

## Levensloop
Le Maire is afgestudeerd aan de École normale supérieure, waar hij Franse literatuur heeft gestudeerd, aan Sciences Po en de École nationale d'administration, drie prestigieuze opleidingen in Parijs. Hij spreekt goed Duits en Engels.

### Regering-Fillon
Le Maire was tussen 2006 en 2007 ambtenaar en leidinggevende in het ministerie van premier Dominique de Villepin. In 2007, het jaar dat Nicolas Sarkozy president werd, werd Le Maire lid van de Assemblée nationale, het lagerhuis van het Parlement van Frankrijk, bij de parlementsverkiezingen. Onder de regering van premier François Fillon werd Le Maire in 2008 tot staatssecretaris van Europese Zaken en in 2009 tot minister van Landbouw benoemd. In 2012 werd hij herkozen als lid van de Assemblée nationale.
Hij stelde zich in 2014 kandidaat om voorzitter van de toen nog UMP te worden. Hij stelde zich in februari 2016 kandidaat voor de Franse presidentsverkiezingen in 2017, voor Les Républicains, maar verloor in de voorverkiezingen van de partij.

### Regering-Philippe
Op 17 mei 2017 werd hij benoemd tot minister van Economie in de regering-Philippe I. Op 18 juni werd hij herkozen bij de parlementsverkiezingen, met 63 % van de stemmen in zijn kiesomschrijving in Eure. Hij won niet meer als vertegenwoordiger van Les Républicains maar van La République en marche !, de partij waar hij bij aansloot nadat hij door Les Républicains werd uitgestoten. Toen de regering-Philippe II op 21 juni 2017 werd benoemd, ging Le Maire door als minister.

### Privé
Le Maire is getrouwd met Pauline Doussau de Bazignan, met wie hij vier zonen heeft. Hij is rooms-katholiek.

## Trivia
Als minister stond Le Maire model voor het personage Bruno Juge in de roman Anéantir (2022) van de Franse schrijver Michel Houellebecq.
- Bibsys: 9019933
- Biblioteca Nacional de España: XX6437956
- Bibliothèque nationale de France: cb145786160 (data)
- Catàleg d'autoritats de noms i títols de Catalunya: 981058611235906706
- Gemeinsame Normdatei: 130822582
- International Standard Name Identifier: 0000 0000 3628 6224
- Library of Congress Control Number: n2005066314
- Nederlandse Thesaurus van Auteursnamen: 363880429
- Réseau des bibliothèques de Suisse occidentale: 02-A011113273
- Système universitaire de documentation: 081713959
- Virtual International Authority File: 56855731
- WorldCat: E39PBJhGWWkfqHx8wmmvyXhCQq